# Eleições gerais em Angola em 1992
As Eleições gerais em Angola de 1992 aconteceram nos dias 29 e 30 de setembro de 1992 para eleger o Presidente da República e os deputados da Assembleia Nacional, a primeira vez que se realizaram eleições livres e multipartidárias no país. Eles seguiram a assinatura dos Acordos de Bicesse em 31 de maio de 1991 em uma tentativa de acabar com a guerra civil. A participação eleitoral foi de 91,3% para as eleições parlamentares e 91,2% para as eleições presidenciais. 

O Movimento Popular de Libertação de Angola (MPLA) no poder venceu ambas as eleições; no entanto, oito partidos da oposição, em particular a União Nacional para a Independência Total de Angola (UNITA), rejeitaram os resultados como fraudulentos. Um observador oficial escreveu que havia pouca supervisão da ONU, que 500.000 eleitores da UNITA foram privados de direitos e que havia 100 assembleias de voto clandestinas. A UNITA enviou negociadores à capital, mas ao mesmo tempo preparou medidas para retomar a guerra civil. Como consequência, as hostilidades eclodiram em Luanda e imediatamente se espalharam para outras partes do país. Vários milhares a dezenas de milhares de membros ou apoiantes da UNITA foram mortos em todo o país pelas forças do MPLA em poucos dias, no que é conhecido como o Massacre do Dia das Bruxas.